# Pablo Villamayor
Villamayor  Romero est un nom espagnol. Le premier nom de famille, en général paternel, est Villamayor ; le second, en général maternel, souvent omis, est Romero.
Juan Pablo Villamayor Romero, né le 25 janvier 1989, est un coureur cycliste paraguayen.

## Biographie
Juan Pablo Villamayor pratique le cyclisme depuis de nombreuses années. Au niveau national, il fut l'un des meilleurs vététistes de son pays. Il est également devenu champion du Paraguay du contre-la-montre en 2009, ou encore champion national sur route en 2018. 
Il exerce le métier d'entraîneur,.

## Palmarès sur route
- 2008
  - 2e du championnat du Paraguay du contre-la-montre
- 2009
  -  Champion du Paraguay du contre-la-montre
  - 2e du championnat du Paraguay sur route
- 2010
  - 2e du championnat du Paraguay du contre-la-montre
- 2013
  - 2e du championnat du Paraguay du contre-la-montre
  - 3e du championnat du Paraguay sur route
- 2018
  -  Champion du Paraguay sur route
- 2019
  - 3e du championnat du Paraguay sur route

## Palmarès en VTT

### Championnats nationaux
- 2014
  - 3e du championnat du Paraguay de cross-country
- 2015
  - 2e du championnat du Paraguay de cross-country
- 2022
  - 2e du championnat du Paraguay de cross-country marathon